# Deferypron
Deferypron (łac. Deferipronum) – związek chelatujący żelazo, stosowany w leczeniu talasemii.

## Mechanizm działania
Deferypron jest ligandem dwudonorowym chelatującym żelazo w stosunku 3:1. W badaniach klinicznych wykazano, że dawka 25 mg/kg masy ciała, podawana trzy razy dziennie, zmniejsza stężenie żelaza we krwi oraz zapobiega jego odkładaniu się w tkankach. Lek nie chroni jednak przed skutkami uszkodzenia organów wewnętrznych, spowodowanymi wysokim stężeniem żelaza. Badania dowodzą, że deferypron, w dawkach zalecanych, wykazuje mniejszą skuteczność niż deferoksamina. Co prawda, lek zmniejsza stężenie żelaza we krwi (zarówno w formie związanej z ferrytyną, jak również w postaci wolnej), jednak jego stężenie w wątrobie wciąż może pozostawać za wysokie.

## Farmakokinetyka
Deferypron wchłania się z przewodu pokarmowego dość szybko, osiągając po 30–60 minutach maksymalne stężenie we krwi. Przyjmowanie leku wraz z pokarmem wydłuża czas wchłaniania do 2 godzin, nie obniża jednak stężenia, jakie lek osiąga w osoczu. Dzieje się to jednak przy zażywaniu deferypronu po posiłku. Lek metabolizowany jest głównie na drodze sprzęgania, które dezaktywuje grupę 3-hydroksylową deferypronu. Metabolity nie wykazują więc żadnego działania farmakologicznego. Okres półtrwania leku wynosi 2–3 godziny. Deferypron wydalany jest z organizmu w 75-90% z moczem, w dwóch postaciach: jako glukoronid i kompleks deferypron-żelazo.

## Wskazania
Deferypron stosowany jest w talasemii w celu usunięcia z organizmu nadmiaru żelaza. Preparat powinien być stosowany w przypadku, gdy podawanie deferoksaminy jest niemożliwe lub niewystarczające.

## Przeciwwskazania
- nadwrażliwość na deferypron lub jakikolwiek składnik preparatu,
- chorzy, u których wystąpiły w przeszłości epizody agranulocytozy, w tym neutropenii,
- ciąża lub karmienie piersią,
- umiarkowane i ciężkie zaburzenia czynności wątroby i nerek (przeciwwskazanie względne).

## Ostrzeżenia specjalne
Leczenie deferypronem powinno przebiegać pod ścisłym nadzorem lekarza doświadczonego w leczeniu talasemii preparatami chelatującymi żelazo. Stosowanie dawek wyższych niż 100 mg/kg mc./dobę może wywołać poważne skutki uboczne w postaci zaburzeń neurologicznych. Deferypron u 1,2% leczonych wywołuje agranulocytozę, w tym neutropenię. Nie jest znany mechanizm wywoływania przez deferypron tych zaburzeń, dlatego nie wolno przyjmować pacjentom leczonym preparatem innych leków, o których wiadomo, że mogą powodować neutropenię. W trakcie leczenia deferypronem zaleca się oznaczanie poziomu granulocytów obojętnochłonnych co tydzień. Chory musi zostać poinformowany o konieczności zgłaszania lekarzowi prowadzącemu wszystkich objawów grypopodobnych. Świadczyć mogą one bowiem o wystąpieniu neutropenii. W przypadku wystąpienia neutropenii lek należy odstawić, a następnie wdrożyć odpowiednie leczenie. Nie zaleca się powrotu do terapii deferypronem chorym, u których wystąpiła neutropenia spowodowana stosowaniem tego leku. W trakcie leczenia deferypronem barwa moczu zmienia się ze słomkowej na czerwonobrązową. Lek wykazuje działanie mutagenne i klastogenne. Kobietom w wieku rozrodczym, które przyjmują deferypron, zaleca się stosowanie skutecznej antykoncepcji.

## Interakcje
Deferypron może zmniejszać skuteczność doustnych leków zobojętniających kwas żołądkowy zawierających glin. Istnieje bowiem możliwość chelacji jonów glinu przez deferypron. Istnieją doniesienia mówiące o występowaniu interakcji między deferypronem a witaminą C. Jeżeli to możliwe, na czas leczenia lekiem, kwas askorbinowy należy odstawić.

## Działania niepożądane
Do najpoważniejszych działań niepożądanych należy agranulocytoza, w tym neutropenia. Do częstych działań niepożądanych należą:
- nudności i wymioty,
- bóle brzucha,
- chromaturia.

Rzadziej występują:
- zwiększona aktywność enzymów wątrobowych,
- bóle głowy,
- biegunki,
- bóle mięśni i stawów,
- zwiększenie łaknienia,
- zmęczenie.

## Przedawkowanie
Przyjmowanie większej niż zalecana dawki leku może spowodować wystąpienie zaburzeń neurologicznych (zobacz: Ostrzeżenia specjalne), takich jak:
- objawy móżdżkowe,
- zaburzenia widzenia (widzenie podwójne, oczopląs poziomy),
- spowolnienie psychoruchowe,
- hipotonia osiowa i w zakresie ruchów ręki.

Objawy te ustępują stopniowo po przerwaniu leczenia deferypronem.

## Preparaty
- Ferriprox (producent: Apotex) – dostępny w postaci:
  - tabletek powlekanych, zawierających 500 mg deferypronu,
  - płynu doustnego, zawierającego deferypron w ilości 100 mg/ml w butelce o pojemności 250/500 ml.